# Dafnomanzia
La dafnomanzia era la divinazione con il lauro.

## Storia
Esistevano due metodi principali; in uno si gettava nelle fiamme un ramo di lauro: se il lauro scoppiettava bruciando se ne traeva un responso positivo, se al contrario non scoppiettava se ne traeva un responso negativo.
Secondo un altro metodo si masticavano foglie di lauro le quali ispiravano il dono della profezia: in questo modo se ne servivano le Pizie, le Sibille ed i sacerdoti di Apollo.